# Данг Тхи Нгок Тхинь
Данг Тхи Нгок Тхинь (вьет. Đặng Thị Ngọc Thịnh; род. 25 декабря 1959, Зуйчинь, провинция Куангнам, ДРВ) — вьетнамский государственный и партийный деятель, вице-президент Вьетнама (с 2016 года по 2021 год). На выборах в Национальное собрание Вьетнама она набрала 91,09 % голосов. С 21 сентября по 23 октября 2018 года исполняла обязанности президента Вьетнама — в связи со смертью Чан Дай Куанга, до вступления в должность Нгуен Фу Чонга.

## Биография
До прихода в политику Тхинь работала в муниципальной администрации Хошимина. Она стала членом Коммунистической партии Вьетнама 19 ноября 1979 года.
В 2010 году была избрана секретарём областного (провинциального) комитета провинции Виньлонг (фактически, главой провинции). 
Нгок Тхань была членом 11-й и 13-й сессий Национального собрания СРВ. 
Деятельность Данг Тхи Нгок Тхинь были посвящены продвижению гендерного равенства и расширению прав и возможностей женщин путём усиления их роли во всех аспектах экономической, политической, культурной и социальной жизни.
В 2016 году Нгок Тхинь была избрана вице-президентом Вьетнама. В период с 21 сентября по 23 октября 2021 года, после смерти Чан Дай Куанга и перед назначением Нгуен Фу Чонга, исполняла обязанности президента Вьетнама, фактически став первой женщиной на таком высоком посту в политической системе Вьетнама.

## Завершение карьеры
В январе 2021 года на 13-м съезде она не вошла в список членов нового Центрального Комитета партии. 
Данг Тхи Нгок Тхинь ушла из политики в апреле 2021 года.